# Serge Madec
Serge Madec ist ein französischer Regatta- und Rekordsegler. Mit dem Katamaran Jet Services V (auch: Jet Services 5) gewann er mehrere namhafte Hochseeregatten auf dem Atlantik und stellte Geschwindigkeitsrekorde auf. Von 1988 bis 2001 hielt er den Rekord für die schnellste Atlantiküberquerung unter Segeln auf der berühmten Strecke von New York nach Lizard Point (England).
Der Katamaran wurde später von Bruno Peyron übernommen, verlängert und zu weiteren Rekorden gesegelt.

## Leben

### Jugend bis 1989
Madec lernte unter anderem als Schüler der großen französischen Segelschule Les Glénans das Segeln. Zu ersten großen Regattaerfolgen gelangte Madec unter Skipper Patrick Morvan auf dem Katamaran Jet Services II, an der Seite von Jean Le Cam (Gewinner der Solitaire du Figaro 1994, 1996 und 1997) und Marc Guillemot (Sieger der Transat Jacques Vabre 2009). Sie errangen einen dritten Platz bei der Hochseeregatta Lorient-Bermuda-Lorient, die vom französischen Lorient über den Atlantik zu den Bermuda-Inseln und zurückführte. Ebenfalls drittplatziert wurden sie 1983 bei der Regatta La Baule-Dakar vom französischen La Baule zum senegalesischen Dakar (vgl. Geschichte der Transat BPE).
Ein Jahr später nahm Madec an Bord des Katamarans – wiederum unter Morvan und mit Le Cam und Marc Guillemot – erstmals an einer Rekordsegelfahrt über den Atlantik teil: Dabei konnte die Besatzung der Jet Services II die drei Jahre alte Bestzeit für die berühmte Strecke zwischen dem New Yorker Ambrose-Leuchtturm und dem Lizard Point im äußersten Südwesten von England um 17,5 Stunden auf 8 Tage, 16 Stunden und 36 Minuten verbessern.
Bekannt wurde Madec schließlich als Skipper des 1987 vom Stapel gelaufenen, 75 Fuß (22,85 m) langen Katamaran Jet Services V. Er machte sich 1988 einen Namen, als er damit den zwischenzeitlich zweifach gebrochenen Nordatlantikrekord zurückeroberte. Dazu benötigte Madec (wiederum mit Guillemot sowie mit Gerry Roufs in der Besatzung) nur 7 Tage, 6 Stunden und 32 Minuten und unterbot damit deutlich den im Vorjahr von Loïck Peyron aufgestellten Rekord um über 4 Tage.
Noch im gleichen Jahr folgten weitere Rekordfahrten: Ebenfalls mit neuem Regattarekord gewann Madec die Transatlantikregatta Transat Québec Saint-Malo; seine Rekordfahrt von Québec (Kanada) nach Saint-Malo (Frankreich) wurde erst bei der übernächsten Regatta 1996 von Loïck Peyron gebrochen. Außerdem siegte Madec im Dezember 1988 bei der Hochseeregatta Route de la découverte. Die Strecke führte vom spanischen Cádiz über Gran Canaria nach Santo Domingo (Dominikanische Republik); Mehrrumpfboote wie die Jet Services V mussten außerdem noch einen Bogen um die Bahamas-Insel San Salvador schlagen. Madec gelang neben dem Gesamtsieg auch ein Rekord für die Fahrt von Cadiz um Gran Canaria nach San Salvador auf, einer 3884 Seemeilen (7193 km) langen Strecke, die heute vor allem im französischen Raum ebenfalls unter dem Namen Route de la découverte (Route der Entdeckung, in Anlehnung an Kolumbus) bekannt ist; erst im Juni 2000 konnten Grant Dalton und Bruno Peyron auf Club Med eine schnellere Zeit auf der Découverte-Strecke (d. h. von Cadiz um Gran Canaria nach San Salvador) ersegeln.
Im Jahr 1989 gewann Madec auf Jet Services V bei der – zwischen 1985 und 1999 alle zwei Jahre stattfindenden – Regatta Course de l'Europe fünf von sechs Etappen und errang damit den Gesamtsieg.

### Rekordjahr 1990
1990 unterbot Madec (erneut mit Gerry Roufs an Bord) seinen eigenen Rekord über die Transatlantikroute von New York nach England, wiederum auf Jet Services V, mit einer Fahrtzeit von 6 Tagen 13 Std 3 Min 32 Sek. In den folgenden Jahren gab es ca. 15 erfolglose Versuche, Madecs Rekord zu brechen, unter anderem 2000 durch Steve Fossett auf dem 38 Meter langen Katamaran PlayStation. Erst 2001 gelang es Fossett, auch auf PlayStation, Madecs Rekord mit einer Fahrt von unter fünf Tagen zu pulverisieren.
Außerdem stellte Madec 1990 weitere Rekorde auf: Die größte über 24 Stunden gesegelte Strecke (Etmal) verlängerte er auf Jet Services V auf 522,73 Seemeilen. Außerdem setzte er neue Bestmarken für eine Mittelmeerüberquerung.
Für diese Leistungen wurde Madec zur 1990 erstmals ausgetragenen Trophée Clairefontaine eingeladen, einer Regatta, für die seither jährlich acht Segler ausgewählt werden, die sich als „champions“ in verschiedenen Segeldisziplinen hervorgetan haben; die acht Konkurrenten treten mit je zwei Mitseglern auf eigens für die Regatta entworfenen Katamaranen gegeneinander an. Madec gewann die Regatta.
Als erster Sieger der Regatta wurde Madec (mit Arthur Le Vaillant und Mathieu Fountaine) 2010 zum 20-jährigen Bestehen der Regatta - in Abweichung vom üblichen Konzept, mehr oder weniger aktuelle Segelgrößen auszuwählen - erneut eingeladen; diesmal schloss er allerdings am Ende des hochkarätigen Feldes ab.

## Verbleib vonJet Services V
Madecs Katamaran Jet Services V wurde später als Commodore Explorer (teilweise schlicht Explorer genannt) vom französischen Rekordsegler Bruno Peyron übernommen und auf eine Länge von 26 Meter verlängert. Peyron ersegelte damit 1993/94 als erster die 1990 ausgeschriebene Jules Verne Trophy für die schnellste Weltumsegelung unter Segeln. Außerdem stellte er mit der Explorer 1994 einen neuen Rekord über die längste in 24 Stunden gesegelte Strecke (547,3 Seemeilen), der erst 1999 von Fossett auf PlayStation gebrochen wurde. Peyron verbesserte später auch den mittlerweile von Fossett gehaltenen New-York-Point-Lizard-Nordatlantikrekord, allerdings mit einem anderen Boot.
Die Commodore Explorer verkaufte Peyron an das Regatta-Syndikat Warta Polpharma, dessen Namen sie erhielt und für das sie im Jahr 2000 unter Roman Paszke an der Nonstop-Weltumsegelungsregatta The Race teilnahm und einen vierten Platz erreichte. Heute (Stand 2010) wird der Katamaran als Charterboot mit professioneller Stammbesatzung eingesetzt.

## Rekorde
Die Atlantikrekordüberquerung 1984 fuhr Madec als Besatzungsmitglied; alle weiteren Rekorde errang er als Skipper.
- Atlantiküberquerung 1984 (Ambrose-Leuchtturm/New York – Lizard Point/England) unter Skipper Patrick Morvan auf Jet Services II: 8 Tage 16 Std 36 Min[2]
  - gebrochen durch Loïc Caradec auf Royale 2 (7 Tage 21 Std 5 Min 42 Sek)
  - (vorheriger Rekord: 1981 durch Marc Pajot auf Elf Aquitaine 1 mit 9 Tage 10 Std 6 Min 34 Sek)

- Atlantiküberquerung 1988 (Ambrose-Leuchtturm/New York – Lizard Point/England) auf Jet Services V: 7 Tage 6 Std 32 Min[2]
  - gebrochen 1990 durch Madec selbst auf Jet Services V (siehe unten)
  - (vorheriger Rekord: 1987 durch Philippe Poupon auf dem Trimaran Fleury Michon VIII, mit 7 T 12 Std 49 Min 34 Sek)

- Regattarekord der Transat Québec–Saint-Malo 1988: 7 Tage 21 Std 35 Min 44 Sek[8]
  - gebrochen 1996 durch Loïck Peyron auf Fujicolor II (7 T 20 Std 24 Min 43 Sek)
  - (vorheriger Rekord: 1984 durch Loïc Caradec auf Royale; 2897 Seemeilen/5365 km in 8 T 19 Std 57 Min)

- Route de la découverte 1988 (von Cádiz/Spanien um Gran Canaria nach San Salvador/Bahamas) auf Jet Services V: 12 Tage 12 Std 30 Min 27 Sek[9]
  - gebrochen im Juni 2000 durch Grant Dalton und Bruno Peyron auf Club Med (10 T 14 Std 53 Min 44 Sek)

- Atlantiküberquerung 1990 (Ambrose-Leuchtturm/New York – Lizard Point/England) Jet Services V: 6 Tage 13 Std 3 Min 32 Sek[2]
  - gebrochen 2001 durch Steve Fossett auf PlayStation (4 Tage 17 Std 28 Min 6 Sek)
  - (vorheriger Rekord: 1988 durch Madec selbst auf Jet Services V, siehe oben)

- Längste versegelte Strecke in 24 Stunden (Etmal) 1990 auf Jet Services V: 522,73 Seemeilen[4]
  - gebrochen 1994 durch Olivier de Kersauson auf dem Trimaran Lyonnaise des Eaux (524,63 Seemeilen)
  - (vorheriger Rekord: 1987 durch Philippe Poupon auf dem Trimaran Fleury Michon VIII, 517 Seemeilen)
  - (mit Madecs verlängertem und umbenannten Katamaran verbesserte Peyron 1994 den Rekord auf 547,3 Seemeilen)